# Simbabwische Cricket-Nationalmannschaft in Irland in der Saison 2024
Die Tour der simbabwischen Cricket-Nationalmannschaft nach Irland in der Saison 2024 fand vom 25. bis zum 28. Juli 2024 statt. Die internationale Cricket-Tour war Bestandteil der Internationalen Cricket-Saison 2024 und umfasste einen Test, den Irland gewann.

## Vorgeschichte
Simbabwe spielte zuvor eine Tour gegen Indien, für Irland war es die erste Tour der Saison. Das letzte Aufeinandertreffen der beiden Mannschaften bei einer Tour fand in der Saison 2023/24 in Simbabwe statt.

## Stadien
Das folgende Stadion wurde für die Tour als Austragungsort ausgewählt.
| Stadion  | Stadt   | Kapazität | Spiele  |
| -------- | ------- | --------- | ------- |
| Stormont | Belfast | 7.000     | 1. Test |

## Kaderlisten
Simbabwe benannte seine Kader am 12. Juli 2024.
Irland benannte seine Kader am 17. Juli 2024.
| Test | Test |
| Irland | Simbabwe |
| --- | --- |
| - Andrew Balbirnie (K) - Mark Adair - Curtis Campher - Gavin Hoey - Graham Hume - Matthew Humphreys - Andy McBrine - Barry McCarthy - James McCollum - PJ Moor - Paul Stirling - Harry Tector - Lorcan Tucker - Craig Young | - Craig Ervine (K) - Brian Bennett - Johnathan Campbell - Tendai Chatara - Tanaka Chivanga - Joylord Gumbie (wk) - Roy Kaia - Clive Madande (wk) - Wellington Masakadza - Prince Masvaure - Blessing Muzarabani - Dion Myers - Richard Ngarava - Victor Nyauchi - Sean Williams |

## Test in Belfast
| 25. – 29. Juli Scorecard | Belfast | Simbabwe 210 (71.3) & 197 (71) | – | Irland 250 (58.3) & 158-6 (36.1) |
|                          |         | Irland gewinnt mit 4 Wickets   |   |                                  |

Irland gewann den Münzwurf und entschied sich als Feldmannschaft zu beginnen. Für Simbabwe bildeten die Eröffnungs-Batter Joylord Gumbie und Prince Masvaure eine Partnerschaft. Gumbie schied nach 49 Runs aus und dem ihm folgende Dion Myers gelangen 10 Runs. Nachdem Sean Williams ins Spiel gekommen war, verlor Masvaure sein Wicket nach einem Fifty über 74 Runs sein Wicket. Williams erreichte daraufhin 35 Runs, jedoch konnte kein weiterer Batter eine zweistellige Run-Zahl erzielen und der Tag endete am Ende des Innings nach 210 Runs. Regen verhinderte eine Wiederaufnahme des Spiels nach der Inningspause. Am zweiten Tag formten für Irland die Eröffnungs-Batter Peter Moor und Andy Balbirnie eine Partnerschaft. Balbirnie schied nach 19 Runs aus und nachdem Paul Stirling aufs Feld kam, verlor auch Moor sein Wicket nach einem Fifty über 79 Runs sein Wicket. Stirling bildete dann mit Andy McBrine eine weitere Partnerschaft, bevor er nach 22 Runs ausschied. An der Seite von McBrine kam Matthew Humphreys ins Spiel und als McBrine das letzte Wicket des Innings nach 28 Runs verlor, stand Humphreys bei 27* Runs. Damit hatte Irland einen Vorsprung von 40 Runs nach dem ersten Innings. Beste simbabwische Bowler waren Tanaka Chivanga mit 3 Wickets für 39 Runs und Blessing Muzarabani mit 3 Wickets für 53 Runs. Für Simbabwe begannen in ihrem zweiten Innings abermals Joylord Gumbie und Prince Masvaure und der Tag endete beim Stand von 12/0. Am dritten Tag schied Gumbie nach 24 und kurz darauf auch Masvaure nach 12 Runs aus. Ihnen folgte Dion Myers zusammen mit Sean Williams. Williams erreichte 40 Runs und die ihm folgenden Brian Bennett und Clive Madande erzielten je 10 weitere. Kurz darauf schied auch Myers nach einem Fifty über 57 Runs aus. Daraufhin konnte Richard Ngarava 11 Runs erzielen und das Innings endete mit einer Vorgabe von 158 Runs. Bester irischer Bowler war Andy McBrine mit 4 Wickets für 38 Runs. Bis zum Ende des Tages verlor Irland früh vier Wickets und Paul Stirling schied nach 10 Runs aus. Daraufhin bildete sich die Partnerschaft zwischen Lorcan Tucker und Andy McBrine und beendeten den Tag beim Stand von 33/5. Am vierten Tag schied Tucker nach einem Fifty über 56 Runs aus und zusammen mit Mark Adair gelang McBrine die Vorgabe im 37. Over einzuholen. McBrine erzielte dabei 55* Runs und Adair 24* Runs. Bester simbabwischer Bowler war Richard Ngarava mit 4 Wickets für 53 Runs. Als Spieler des Spiels wurde Andy McBrine ausgezeichnet.